# Język ogólnopolski
Język ogólnopolski – standardowa, kanoniczna odmiana języka polskiego, nauczana i promowana w szkołach oraz pełniąca funkcję języka administracji, mediów i literatury. Używana jest na terenie całej Polski w szerokim spektrum domen życia publicznego i kulturalno-oświatowego. Od dialektów i gwar lokalnych odróżnia ją szeroki zasięg geograficzny i wypracowanie funkcjonalne, a także istnienie formalnie prowadzonej kodyfikacji, zarówno w postaci normy użytkowej (potocznej), jak i wzorcowej. Język ogólnopolski stoi w opozycji tak do dialektów terytorialnych, jak i do odmian środowiskowych (społecznych), ciesząc się większym prestiżem społecznym niż gwary wiejskie. Popularnie bywa określany mianem „poprawnej” polszczyzny, nie jest natomiast postrzegany jako dialekt. W potocznym rozumieniu uchodzi za „czystą” formę języka polskiego, pozbawioną naleciałości gwarowych lub przeciwstawną wobec dialektów.
Polszczyzna standardowa nie jest bytem w pełni jednolitym, gdyż może przybierać różne formy ukształtowania stylistycznego, odpowiadające spełnianym przez nią funkcjom. Ponadto w kodyfikacji języka ogólnopolskiego wyróżnia się dwa warianty fonetyczne polszczyzny, jakimi są wymowa warszawska oraz wymowa krakowsko-poznańska. Standard ogólnopolski uformował się w wyniku długotrwałych procesów rozwojowych i świadomych działań, początkowo czerpiąc z zasobów gwarowych (najpierw wielkopolskiego i małopolskiego, później mazowieckiego i kresowego), ale ostatecznie wytwarzając również elementy niespotykane w dialektach lokalnych.
Język ogólnopolski zdominował polską praktykę komunikacyjną, będąc stosowanym we wszystkich kontekstach językowych na terenie Polski. O ile gwary tradycyjne zachowały się w środowiskach wiejskich i małomiasteczkowych, to wśród pokolenia młodego i średniego rozpowszechniły się formy polszczyzny zbliżone do języka standardowego. Cechy regionalne wśród użytkowników polszczyzny w dużej mierze ograniczają się do różnic leksykalnych. Na ten szczególny stan języka polskiego wpłynęły masowe migracje ludności i powojenne dążności do rugowania różnic dialektalnych, a także wprowadzenie polszczyzny standardowej jako języka nauczania, które przyczyniło się do jej ekspansji. Postępującej redukcji cech lokalnych sprzyja też zintensyfikowane oddziaływanie środków masowego przekazu. Ponadto, równolegle z przekonaniem o zachodzącej degradacji języka, w Polsce panują zadomowione postawy purystyczne i normatywne, nastawione na homogenizację polszczyzny i przyznawanie pierwszeństwa językowi standardowemu. Na pocz. XXI w. stwierdzono, że zachowane różnice regionalne prawdopodobnie będą ulegały zanikowi, a triada „język standardowy – kody mieszane – gwary ludowe” zostanie ostatecznie zastąpiona przez podział „język standardowy – kody mieszane”.